# Rigsspillemand
Rigsspillemand er i Danmark en titel som tildeles til spillemænd af selskabet "Danmarks Rigsspillemænd" som hæder for deres viden og virke inden for den traditionelle spillemandsmusik. Titlen blev oprettet i 2013 og er inspireret af den tilsvarende svenske titel riksspelman som været brugt i Sverige siden 1933. Rigsspillemænd udnævnes normalt ved særlige konkurrencer kaldet "opspil" hvor nominerede spillemænd spiller op til bal og publikum har mulighed for at deltage i bedømmelsen af deres kunnen, men titlen kan også deles som hædersbevis for en lang og distingveret karriere som folkemusiker.
Danmarks Rigsspillemænd er:
- Steen Jagd Andersen, violin
- Kristian Bugge, violin
- Hans Jørgen Christensen, violin
- Anders Chr. N. Christensen, mag. art.
- Poul Bjerager Christiansen, violin
- Ivan Bjerre Damgård, violin
- Al Damlund, klarinet
- Jørgen Dickmeiss, violin
- Tove de Fries, violin
- Michael Graubæk, violin
- Kristine Heebøll, violin
- Stanley Jacobs, St. Croix, fløjte
- Mette Kathrine Jensen, harmonika
- Anelise Knudsen
- Jes Kroman, violin
- Dwight Lamb, Iowa, diatonisk harmonika
- Poul Lendal, violin
- Carl Erik Lundgaard, harmonika
- Sonnich Lydom, diatonisk harmonika
- Anja Præst Mikkelsen, klarinet
- Karl Skaarup, f. 1924, d. 2013, harmonika
- Rune Tonsgaard Sørensen, violin
- Peter Michael Uhrbrand[4], violin
- Lilian Vammen, harmonika